# Xaver Scharwenka
(Theophil Franz) Xaver Scharwenka (Samter, tegenwoordig Szamotuły, 6 januari 1850 – Berlijn, 8 december 1924) was een Duitse componist, pianist en muziekpedagoog van Pools-Tsjechische afkomst. Hij is een broer van Philipp Scharwenka.
Aan Xaver en Philipp is in Bad Saarow het Scharwenka Kulturforum gewijd, een cultureel centrum, archief en museum waar aandacht wordt besteed aan hun werk en leven.

## Levensloop
Scharwenka stamde uit een muzikale familie in de toenmalige Pruisische provincie Posen. Hij kreeg zijn eerste muziekonderwijs in de nabije provinciehoofdstad Posen, het huidige Poznań, waar hij ook het gymnasium doorliep. In 1865 ging hij naar Berlijn, om aan de Neue Akademie der Tonkunst bij Theodor Kullak piano, en bij Richard Wüerst en Heinrich Dorn theorie en compositie te studeren. Daarna werkte hij daar van 1868 tot 1874 als pianoleraar. Met zijn debuut in 1869 aan de Zangakademie in Berlijn begon zijn carrière als pianist, dirigent en componist. De (muziek)uitgeverij Breitkopf & Härtel gaf onmiddellijk Scharwenka’s pianotrio op. 1, zijn Sonate in d mineur voor piano en viool op. 2 en zijn Vijf Poolse nationale dansen op. 3 uit. In 1877 componeerde hij zijn Pianoconcert nr. 1, een werk waarmee hij zich de weg naar de muzikale centra van Europa en Noord-Amerika baande. Dit concert is aan Franz Liszt opgedragen, die Scharwenka al sinds het verschijnen van de Poolse dansen uit 1870 bewonderde. Ook onderhield Scharwenka vriendschappelijke contacten met Johannes Brahms.
In Berlijn organiseerde hij in 1879 zogenaamde abonnementsconcerten voor kamermuziek en in 1886 een reeks concerten voor orkest, waarin hij zich als dirigent profileerde. Samen met zijn broer Philipp Scharwenka richtte hij in 1881 het Scharwenka-Konservatorium op, dat in 1893 met de pianoschool van Karl Klindworth tot het Klindworth-Scharwenka-Konservatorium samengevoegd werd.
In 1891 verhuisde Scharwenka voor zeven jaar naar New York en richtte er zijn tweede conservatorium, het Scharwenka Conservatory of Music op. Na talrijke concerttournees door de Verenigde Staten keerde hij in 1898 naar Duitsland terug en werd in 1901 in de senaat van de Königlich Preußischen Akademie der Künste Berlin aangesteld. Hij raakte bevriend met Max Bruch, speelde concerten met Ferruccio Busoni en gaf uitvoeringen van zijn pianoconcerten onder leiding van Gustav Mahler en Arthur Nikisch. In 1896 kreeg hij een eredoctoraat van de University of Tennessee.

## Vierde pianoconcert
Scharwenka schreef in totaal vier pianoconcerten. De eerste uit 1877 had hij opgedragen aan Liszt (zie Levensloop), die het ook verschillende keren heeft uitgevoerd. Ook Tsjaikovski en Mahler waren verrukt van dit werk. Scharwenka zelf vond zijn vierde concert het beste. Als hij na zijn dood herinnerd moest worden, dan moest het door dit stuk zijn, het vierde pianoconcert, vond hij. De première van dat vierde concert was op 31 oktober 1908 in de Beethovenzaal te Berlijn. Het werd gespeeld door een leerling van Scharwenka, Martha Siebold. Scharwenka zelf dirigeerde. Het stuk was van het begin af aan een ongelofelijk succes. Geliefd bij pianisten en het grote publiek. Iedereen was laaiend enthousiast over het stuk.
Tussen zijn eerste en zijn vierde concert zit bijna dertig jaar. Het concert heeft Scharwenka op advies van prinses Sophie van Albanië, de toekomstige koningin van Albanië, opgedragen aan koningin Elisabeth van Roemenië, oud leerling van Clara Schumann. Heel slim van Scharwenka want al heel snel kwam er een koninklijke uitnodiging uit Boekarest. Hij werd daar als een vorst ontvangen en speelde samen met zijn leerling Emil Frey, die hem vergezelde, op de Bechstein en de Blüthner van de koningin zijn vierde pianoconcert. De koningin was er kennelijk erg mee in haar sas want Scharwenka kreeg een hoge onderscheiding.
Scharwenka zelf speelde het stuk voor het eerst in New York samen met het New York Philharmonic o.l.v. van Gustav Mahler in 1910, een jaar voor Mahlers dood. Het stuk was net als zijn eerste concert een enorm succes zowel bij de critici als bij het grote publiek. Scharwenka maakte daarna een tournee van vijf maanden met het stuk. Daarna raakte het al snel in de vergetelheid. In 1994 werd het pas voor het eerst op een geluidsdrager vastgelegd in de serie The Romantic Piano Concerto van Hyperion.

## Belang

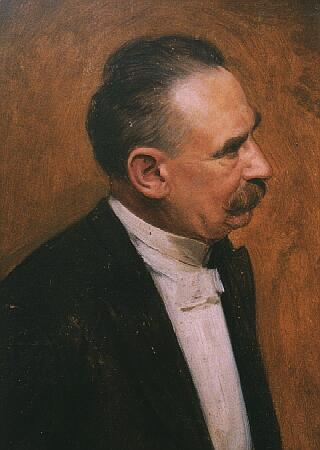
Portrait by Anton von Werner

Onder collegae musici als Liszt, Tsjaikovski, Mahler, Brahms en Richter werd Franz Xaver Scharwenka zeer gerespecteerd.
Ook aan de Europese hoven was hij een graag geziene gast. Hij was pianist aan het hof van Frans Jozef I van Oostenrijk en hij was de favoriete pianist van keizer Wilhelm II. Scharwenka voelde zich ook thuis aan het hof met al zijn pracht en praal en glitter.
Hij was een formidabel pianist met een carrière van meer dan 50 jaar. Maar ook een uitstekend pedagoog. “Het maakt niet uit of je lange of korte vingers hebt als pianist”, zei hij altijd tegen zijn leerlingen, “als je maar je verstand gebruikt, anders red je het niet”.
Scharwenka’s vele gaven maakten hem tot een der meest succesvolle Duitse kunstenaars van de 19e eeuw. Tijdens zijn leven ging hij door voor een van de meest virtuoze pianisten ter wereld. Eduard Hanslick beschreef hem in Concerte, Componisten und Virtuosen der letzten fünfzehn Jahre, 1870-1885 (Berlijn 1886) als een "uitmuntende pianist, verblindend zonder charlatansgedrag".
Zijn toon was fantastisch, hij kon een piano laten zingen, aldus tijdgenoten. En dat is te controleren omdat er verschillende opnames bestaan van Scharwenka. Hij heeft diverse opnames gemaakt voor Columbia en verschillende pianorollen ingespeeld. Het geeft een idee hoe goed hij kon spelen.
Wereldwijd aanzien kreeg hij ook door zijn buitengewone pedagogische gaven. Zijn wereldfaam als componist vestigde Scharwenka met de Polnischen Nationaltänze op. 3. Zijn Symfonie in c-mineur en de opera Mataswintha hadden daarentegen alleen succès d'estime.
Tegenwoordig is Scharwenka totaal onbekend en degenen die hem kennen, kennen hem alleen van zijn Poolse Dans in Es-mineur uit 1869, zijn bekendste stuk. Hij heeft meerdere Poolse mazurka’s geschreven die op zich best kunnen wedijveren met die van Chopin, maar ze worden nooit uitgevoerd. Scharwenka heeft die Poolse Dans verkocht voor 5 dollar aan uitgever Breitkopf & Härtel die er bijna een miljoen mee verdiende omdat het stuk in allerlei verschillende arrangementen uitgegeven werd.

## Werken

### Vocale muziek
- Shuvoh, voor bas, koor en orgel (1890-1900)
- Kaiserkantate voor koor, solo en orgel (1900)
- Vier liederen voor mezzosopraan en piano op. 10 (1873)
- Drie liederen voor mezzosopraan en piano op. 15 (1874)
- Acht gezangen voor solo en piano op. 88 (1915)
- Twee gezangen voor een mannenkoor, op. 79 (1895)

### Toneelwerken
- Mataswintha (tekst: Felix Dahn), opera in 3 bedrijven, (1888-1892)
- Der Schultheiß von Paris (tekst: Lope de Vega), opera, fragment (1897-1898)

### Instrumentale muziek

#### Orkestwerken en concerten
- Overture in c mineur (1869)
- Symfonie in Es gr.t. (1875)
- Pianoconcert no. 1 in bes kl.t., op.32 (1869-1873)
- Pianoconcert no. 2 in c kl.t., op.56 (1879-1881)
- Symfonie in c kl.t., op.60 (1882)
- Pianoconcert no. 3 in cis kl.t., op.80 (1889)
- Pianoconcert no. 4 in f kl.t., op.82 (1907/08)

#### Kamermuziek
- Pianotrio no.1 in Fis majeur op. 1 (1868)
- Sonate in d mineur voor piano en viool op. 2 (1869)
- Strijkkwartet in g mineur (eerder dan 1875)
- Pianokwartet in F majeur op. 37 (1876/1877)
- Piantrio no.2 in a mineur op. 45 (1877-1879)
- Sonate voor piano en cello in e mineur op. 46 (1877)
- Serenade in G majeur voor piano en viool op. 70

#### Pianomuziek
- Vijf Poolse nationale dansen op. 3 (1870)
- Scherzo in G majeur op. 4
- Sonate no.1 in cis mineur op. 6 (1871)
- Barcarolle in D majeur op. 14 (1874)
- Impromptu in D majeur op. 17
- Valse-Caprice in A majeur op. 31 (1875/76)
- Romanzero op. 33 (1876)
- Sonate no. 2 in Es majeur op. 36 (1876/77)
- Im Freien - Fünf Tonbilder op. 38
- Polnische Tänze op. 40
- Polonaise F moll op. 42
- Sechs Klavierstücke op. 43
- Polnische Tänze op. 47
- Thema en Variaties op. 48 D moll (1879)
- Zwei Menuette op. 49
- Sechs Phantasiestücke op. 50
- Tarantella und Polonaise op. 51
- Zwei Sonatinen op. 52
- Vijf Poolse nationale dansen op. 58 (1879)
- Variaties op een eigen thema in C majeur op. 83 (1913)
- Zwei lustige Stücke op. 87